# Barnmoor Green
Barnmoor Green – wieś w Anglii, w hrabstwie Warwickshire. Leży 10 km na zachód od miasta Warwick i 139 km na północny zachód od Londynu.